# Today (album de Galaxie 500)
Pour les articles homonymes, voir Today.
Albums de Galaxie 500
On Fire
(1989)
Singles
Today est le premier album studio de Galaxie 500, paru en 1988 sur le label indépendant américain Aurora.
Thurston Moore du groupe Sonic Youth l'a qualifié de "guitar record" de l'année.

## Titres
Tous les titres ont été écrits par Galaxie 500, sauf mention contraire.
1. Flowers - 4:26
2. Pictures - 3:23
3. Parking Lot - 2:52
4. Don't Let Our Youth Go to Waste (Jonathan Richman) - 6:47
5. Temperature's Rising - 5:05
6. Oblivious - 3:18
7. It's Getting Late - 3:29
8. Instrumental - 3:01
9. Tugboat - 3:53
10. King of Spain (titre bonus) - 4:33

## Rééditions
L'album a été réédité plusieurs fois par différents labels.
Parmi celles-ci, celle de Rykodisc inclut le titre bonus King of Spain ainsi que le clip de Tugboat, sorti en single. Rykodisc a également inclus cette version dans son coffret consacré au groupe, sorti en 1996.
En 2010, une nouvelle réédition ajoute en bonus l'album de raretés Uncollected.